# Canuella indica
Canuella indica är en kräftdjursart. Canuella indica ingår i släktet Canuella och familjen Canuellidae. Inga underarter finns listade i Catalogue of Life.